# 長壽山站 (朝鮮)
長壽山站（朝鲜语：장수산역；）曾为朝鲜铁路黃海青年線上的一个车站，位于黄海南道载宁郡，启用及废止时间不明。